# Leptospermonastes attenuati
Leptospermonastes attenuati är en insektsart som beskrevs av Taylor 1987. Leptospermonastes attenuati ingår i släktet Leptospermonastes och familjen rundbladloppor. Inga underarter finns listade i Catalogue of Life.